# Province de Trujillo
La province de Trujillo (en espagnol : Provincia de Trujillo) est l'une des douze  provinces de la région de La Libertad, au Pérou. Son chef-lieu est la ville de Trujillo.

## Géographie
La province couvre une superficie de 1 768,65 km2. Elle est limitée au nord par la province d'Ascope, à l'est par la province d'Otuzco, au sud-est par la province de Julcán, au sud par la province de Virú et à l'ouest par l'océan Pacifique.

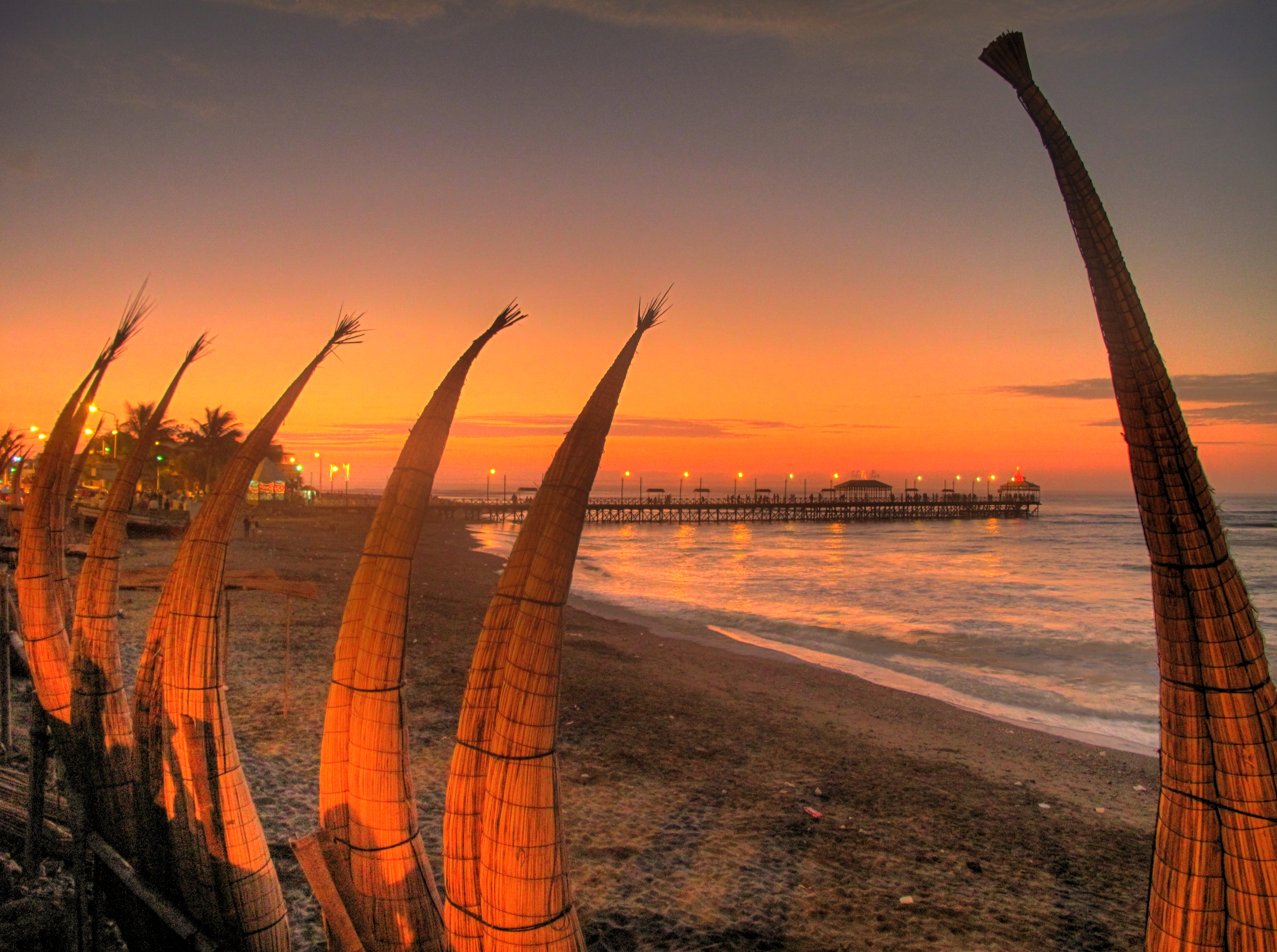
27 décembre à Huanchaco, Trujillo (Pérou)

## Histoire
La province fut créée le 12 novembre 1821.

## Population
La population de la province s'élevait à 765 171 habitants en 2005.

## Subdivisions
La province de Trujillo est divisée en onze districts :
- El Porvenir
- Florencia de Mora
- Huanchaco
- La Esperanza
- Laredo
- Moche
- Poroto
- Salaverry
- Simbal
- Trujillo
- Victor Larco Herrera